# We Are Who We Are
We Are Who We Are (englisch für ‚Wir sind, wer wir sind‘) ist eine italienisch-US-amerikanische Fernsehserie aus dem Jahr 2020. Sie handelt vom Alltag eines Vierzehnjährigen, der mit seinen Müttern auf einen Militärstützpunkt in Chioggia zieht und sich von einer Gleichaltrigen angezogen fühlt. Ein zentraler Punkt ist dabei ihre Auseinandersetzung mit der eigenen Sexualität beziehungsweise Geschlechtsidentität.
Die Idee zur Serie stammt unter anderem vom italienischen Regisseur Luca Guadagnino sowie seinem Landsmann, dem Autor Paolo Giordano. Die beiden schrieben auch die Drehbücher aller acht Folgen, während Guadagnino zusätzlich bei diesen Regie führte. Die Produktion feierte am 14. September 2020 auf HBO und in Italien am 9. Oktober auf Sky Atlantic ihre Premiere, in Deutschland ist sie seit dem 7. März 2021 auf Starzplay zu sehen.

## Handlung
Der 14-jährige, androgyne Fraser Wilson zieht zu seinem Ärger zusammen mit seinen Müttern, den Army-Angehörigen Sarah und Maggie, von New York auf einen Militärstützpunkt in Chioggia, den Sarah leiten soll. Er macht dort bald Bekanntschaft mit der gleichaltrigen Caitlin Poythress, die jedoch zunächst nichts von ihm wissen will. Wenig später sieht er, wie Caitlin in einem Restaurant Männerkleidung trägt und sich mit männlichem Vornamen ansprechen lässt.
Durch ein Geschenk Frasers fängt Caitlin an, ihn zu mögen, worauf sich die beiden anfreunden. Ihre Freundschaft führt zu Problemen unter anderem mit Caitlins stets eifersüchtigem Freund Sam Pratchett sowie ihrem Bruder, dem religiösen Danny. Während Fraser Caitlin bei der Erkundung ihrer Geschlechts- und möglichen trans Identität unterstützt, schwärmt er selbst für Major Jonathan Kritchevsky, einen Kameraden seiner Mutter Sarah. Zu dieser hat Fraser ein sehr schlechtes Verhältnis, auch Caitlin redet kaum mit ihrer Mutter Jenny und bevorzugt stattdessen die Bekanntschaft Sarahs. Dafür verehrt sie ihren Vater, den strengen Richard, während sich Jenny gut mit Maggie versteht.
Fraser wird schnell trotz Sams und Dannys Feindseligkeiten festes Mitglied in Caitlins Freundeskreis. Zu diesem gehören neben der extrovertierten Britney unter anderem Sams älterer Bruder Craig, dessen Freundin Valentina, Enrico und Sole. Vor Craigs Afghanistan-Einsatz heiraten er und Valentina, anschließend gehen sie zusammen in einer verlassenen Villa feiern. Fraser droht seinen Platz in der Gruppe allerdings zu verlieren, als es zu einem von Sarah mitverantworteten Zwischenfall kommt.

## Produktion
Im Februar 2019 wurde erstmals über eine geplante Zusammenarbeit des Filmemachers Luca Guadagnino mit dem Sender HBO berichtet. Bei der Produktion handelte es sich um eine Miniserie bestehend aus acht Folgen, die vom Alltag zweier Jugendlicher auf einem Militärstützpunkt in Italien handelt. Guadagnino, der auch als Regisseur fungierte, arbeitete an dieser mit seinen Landsleuten Paolo Giordano sowie Francesca Manieri zusammen, die mit ihm gemeinsam die Drehbücher verfassten.
Das Verteidigungsministerium der Vereinigten Staaten unterstützte die Produktion zunächst und genehmigte den Dreh auf einem Militärstützpunkt in Venetien, dessen Angestellte als Statisten vor die Kamera treten sollten. Allerdings zog das Ministerium einige Wochen später die Erlaubnis zurück und weigerte sich auch, die Serie in jedweder Form zu unterstützen. Laut Guadagnino habe das Ministerium, das dem Produktionsteam nahelegte, die Dreharbeiten einzustellen, das Drehbuch wahrscheinlich vorher gar nicht gelesen. Ansonsten hätte es nie einer Serie zugestimmt, in denen Angehörige des Militärs negativ dargestellt und gleichzeitig Themen wie Alkoholismus oder die Erkundung von Geschlechtsidentitäten behandelt werden. HBO entschied sich schließlich, eine Nachbildung des Stützpunktes zu verwenden und die Dreharbeiten in der Nähe der Militärbasis stattfinden zu lassen.
Am 17. Juli 2019 gab HBO die offizielle Besetzungsliste der Serie bekannt. Neben bereits etablierten Darstellern wie Alice Braga, Kid Cudi, Jack Dylan Grazer und Chloë Sevigny wurden für We Are Who We Are auch mehrere Newcomer verpflichtet, unter anderem Sebastiano Pigazzi, Francesca Scorsese, Jordan Kristine Seamon und Ben Taylor. Die Dreharbeiten begannen im selben Monat.

## Veröffentlichung
Die Serie sollte eigentlich im Mai auf den Internationalen Filmfestspielen von Cannes uraufgeführt werden. Danach war eine mehrmonatige Pressetour in mehreren Ländern geplant, was beides aber aufgrund der COVID-19-Pandemie nicht möglich war. Stattdessen feierte We Are Who We Are auf dem Festival Internacional de Cine de San Sebastián am 20. September ihre weltweite Premiere, wobei sie in den Vereinigten Staaten bereits am 14. September erstmals zu sehen war. In Italien lief die Produktion am 9. Oktober auf dem nationalen Ableger von Sky Atlantic an. In Deutschland lief die Serie ab dem 7. März 2021 beim Pay-TV-Sender Starzplay und war damit über die Starzplay App, den Starzplay Channel bei Prime Video und Apple TV zu sehen.

## Besetzung und Synchronisation
Die Synchronisation der Serie wurde bei der Iyuno Media Germany nach einem Dialogbuch und unter der Dialogregie von Marc Boettcher erstellt.
| Hauptfigur                 | Darsteller             | Deutscher Sprecher |
| -------------------------- | ---------------------- | ------------------ |
| Sarah Wilson               | Chloë Sevigny          | Alexandra Wilcke   |
| Fraser Wilson              | Jack Dylan Grazer      | Marco Eßer         |
| Maggie Teixeira            | Alice Braga            | Dana Friedrich     |
| Caitlin Poythress / Harper | Jordan Kristine Seamón | Sarah Alles        |
| Danny Poythress            | Spence Moore II        | Fabian Hollwitz    |
| Richard Poythress          | Kid Cudi               | Bernd Egger        |
| Jenny Poythress            | Faith Alabi            | Antje Thiele       |
| Britney Orton              | Francesca Scorsese     | Lina Rabea Mohr    |
| Sam Pratchett              | Ben Taylor             | Jonas Frenz        |
| Craig Pratchett            | Corey Knight           | Jannik Endemann    |
| Jonathan Kritchevsky       | Tom Mercier            | Jeremias Koschorz  |

| Nebenfigur      | Darsteller             | Deutscher Sprecher   |
| --------------- | ---------------------- | -------------------- |
| Dev Hynes       |                        |                      |
| Valentina       | Beatrice Barichella    |                      |
| Enrico          | Sebastiano Pigazzi     | Nico Birnbaum        |
| Sole            | Vittoria Bottin        | Melissa Anna Schmidt |
| Giulia          | Nicole Ceplan          |                      |
| Colonel McAunty | Hans Bush              | Dirc Simpson         |
| Colonel Martin  | Jim Sweatman           | Christian Holdt      |
| Mel             | Tomeka Campbell Turley | Dina Hellwig         |
| Monica          | Gaia Schiralli         |                      |
| Loredana        | Lisa Lazzaro           |                      |
| Marta           | Brixhilda Shqalsi      | Özge Kayalar         |
| Anna            | Giulia Manzini         |                      |
| Angelo          | Jacopo Brigotti        |                      |
| Luca            | Arturo Gabbriellini    | Oliver Szerkus       |
| Futura          | Emma Segat             | Valentina Bonalana   |

## Episodenliste
| Nr. | Deutscher Titel                      | Originaltitel                     | Erstausstrahlung USA | Deutschsprachige Erstveröffentlichung (D) | Regie           | Drehbuch                                             |
| --- | ------------------------------------ | --------------------------------- | -------------------- | ----------------------------------------- | --------------- | ---------------------------------------------------- |
| 1 | Im Hier und Jetzt                    | Right here, right now #1          | 14. Sep. 2020        | 7. März 2021                              | Luca Guadagnino | Paolo Giordano & Francesca Manieri & Luca Guadagnino |
| Colonel Sarah Wilson und ihre Ehefrau Major Maggie Teixeira werden von ihrer Heimatstadt New York City auf einen Army-Stützpunkt in Venedig versetzt, den Sarah leiten soll. Bei ihrer Ankunft in der Stadt werden sie und ihr 14-jähriger Sohn Fraser am Flughafen von ihrer neuen Nachbarin Jenny Poythress abgeholt. Die drei beziehen kurz darauf ihr Haus auf dem Stützpunkt Caserma Maurizio Pialati in der Nähe von Chioggia. Während sich Sarah und Maggie einrichten, beginnt Fraser, seine Umgebung sowie die High School auf dem Stützpunkt zu erkunden. Dabei wird er von einer Gruppe seiner neuen Klassenkameraden, angeführt von der extrovertierten und sexuell freizügigen Britney, zum Strand mitgenommen. Dort fühlt er sich sofort zu Jennys Tochter Caitlin hingezogen. Später bekommt er mit, wie Caitlin in einem Restaurant maskuline Kleidung trägt und sich Harper nennt. Bei einem erneuten Treffen am Strand fragt Fraser sie direkt, welchen Namen und Pronomen sie bevorzugt.                                    |                                      |                                   |                      |                                           |                 |                                                      |
| 2 | Im Hier und Jetzt II                 | Right here, right now #2          | 21. Sep. 2020        | 14. März 2021                             | Luca Guadagnino | Paolo Giordano & Francesca Manieri & Luca Guadagnino |
| Die Geschehnisse der ersten Folge werden noch einmal aus Caitlins Perspektive erzählt. Sie lebt mit ihrer Familie seit vielen Jahren auf dem Stützpunkt, die neben ihrer Mutter, mit der sie kaum redet, aus Caitlins hitzköpfigem Bruder Danny besteht, der Interesse am islamischen Glauben zeigt, sowie dem strengen Familienvater Lieutenant Colonel Richard, einem Trump-Unterstützer, den Caitlin verehrt. Caitlin bekommt am Strand ihre erste Periode, kurz darauf wird ihre Beziehung zu ihrem Freund Sam belastet, weil sie keinen Sex mit ihm haben will. Im Restaurant gibt sie sich als Junge aus und wird von Fraser gesehen, den sie auffordert, sich von ihr fernzuhalten. Als sie zuhause ankommt, übergibt ihr Jenny ein Paket von Fraser, in dem sich Kleidung befindet. Nachdem sich Caitlin später aus ihrem Zimmer schleicht, um mit Danny und Freunden feiern zu gehen, zieht sie am nächsten Morgen Frasers Geschenk an, was von diesem durch sein Zimmer-Fenster beobachtet wird.                                     |                                      |                                   |                      |                                           |                 |                                                      |
| 3 | Im Hier und Jetzt III                | Right here, right now #3          | 28. Sep. 2020        | 21. März 2021                             | Luca Guadagnino | Paolo Giordano & Francesca Manieri & Luca Guadagnino |
| Fraser und Caitlin verstehen sich miteinander immer besser, weswegen sie einen Ausflug auf Richards Boot machen, der für Caitlin wegen Meeresfrüchte-Keksen in einem Brechanfall endet. Danach trennt sich der eifersüchtige Sam von Caitlin, was diese wenig beeindruckt. Während Sam von Britney getröstet wird, diskutiert Caitlin bei Fraser zuhause mit ihm über trans Identitäten, anschließend will er ihr beibringen, wie man sich rasiert, allerdings werden sie von Sarah gestört. Beim Abendessen wird Fraser über ein misslungenes Gericht wütend und ohrfeigt Sarah im Streit, worauf Caitlin peinlich berührt reagiert. Als sie später zuhause ankommt, fordert Richard sie auf, sofort sein Boot zu säubern. Am nächsten Tag findet auf dem Stützpunkt ein alljährliches Volksfest statt. Caitlin geht mit Fraser dorthin, worauf Danny diesen völlig aufgebracht konfrontiert, während Richard aufgrund einer Niederlage beim Tauziehen in eine Sinnkrise gerät und Jenny zu Maggie findet.                                    |                                      |                                   |                      |                                           |                 |                                                      |
| 4 | Im Hier und Jetzt IV                 | Right here, right now #4          | 5. Okt. 2020         | 28. März 202                              | Luca Guadagnin  | Paolo Giordano & Francesca Manieri & Luca Guadagnino |
| Craig, Sams älterer Bruder, verbringt den letzten Tag vor seinem Abzug mit einem Paintball-Spiel im Wald. Bei diesem wird Fraser von Sam und Danny in einen Hinterhalt gelockt, während Craig Caitlin mit der Flagge seines Teams gehen lässt. Nach dem Spiel macht Craigs Freundin Valentina ihm einen Heiratsantrag, die Hochzeit findet kurz darauf im kleinen Kreis statt. Die Freunde beschließen, in einer Villa feiern zu gehen, deren Besitzer im Urlaub sind. Auf der Party trinkt Danny Alkohol, obwohl er behauptet, Abstinenzler zu sein, und hat mit einer Freundin Valentinas Sex auf der Couch. Während sich Craig und Valentina in einem Schlafzimmer zurückziehen, wird Fraser von einem betrunkenen Sam konfrontiert und anschließend von der Jugendlichen Sole bedrängt, die ihn küsst. Als er es Caitlin beichtet, trägt sie ihm lediglich auf, dies nicht zu wiederholen. Am nächsten Morgen schleicht sich Craig aus der Villa zurück zum Stützpunkt, wo er und seine Kameraden das Flugzeug nach Afghanistan besteigen. |                                      |                                   |                      |                                           |                 |                                                      |
| 5 | Im Hier und Jetzt V                  | Right here, right now #5          | 12. Okt. 2020        | 4. Apr. 2021                              | Luca Guadagnino | Paolo Giordano & Francesca Manieri & Luca Guadagnino |
| Caitlin geht mit Sarah auf einen virtuellen Schießstand, die sie für ihre Treffsicherheit lobt. Während sich herausstellt, dass Jenny und Maggie eine Affäre haben, sieht Fraser am schwarzen Brett im Schulflur eine Nachricht für Harper. Diese stammt von Giulia, mit der Caitlin in der ersten Episode im Restaurant sprach. Weil sie sich erneut mit ihr treffen will, hilft ihr Fraser, sich falsche Bartstoppeln anzukleben und den Kopf zu rasieren, anschließend besorgt er Tickets für ein Konzert des Sängers Dev Hynes. Später bringt Fraser Caitlin zum Treffpunkt und lässt sie mit Giulia sowie deren Freunden allein. Während seines Spaziergangs geht er spontan im örtlichen Kino in eine Ouija: Ursprung des Bösen-Vorstellung, wo er auf Jonathan trifft, einen Kollegen von Sarah, für den er heimlich schwärmt. Die beiden freunden sich auf dem Heimweg miteinander an, in der Zwischenzeit stellt Richard Caitlin wegen ihrer neuen Frisur zur Rede, worauf sie weinend in seinen Armen zusammenbricht.                |                                      |                                   |                      |                                           |                 |                                                      |
| 6 | Im Hier und Jetzt VI                 | Right here, right now #6          | 19. Okt. 2020        | 11. Apr. 2021                             | Luca Guadagnino | Paolo Giordano & Francesca Manieri & Luca Guadagnino |
| Richard nimmt Caitlin als Bestrafung auf ein Jagd-Wochenende mit. Dort will sie sich zunächst davonschleichen, kehrt aber schnell zu ihrem Vater zurück. Beim Abendessen gesteht sie ihm ihre Gefühle für Fraser, der zuhause auf Jonathans Schreibtisch ein Buchexemplar mit einem Notizzettel hinterlässt. Am nächsten Morgen wird er von Jonathan eingeladen, den Tag mit ihm zu verbringen, was Sarah gefällt, da ihr Sohn nun ein gutes männliches Vorbild habe. Die beiden verbringen zunächst Zeit in einer ländlichen Gegend, anschließend treffen sie sich in einem Restaurant mit Martha, einer Freundin Jonathans. Fraser ist davon zunächst wenig begeistert, singt aber schließlich zusammen mit den beiden Karaoke. Am nächsten Tag befragt Sarah Caitlin über ihre Geschlechtsidentität und bietet der erfreuten Jugendlichen an, zusammen zu einem Endokrinologen zu gehen. Abends erhält Sarah, als sie gerade die Wahl im Fernsehen verfolgt, einen Anruf, der sie veranlasst, sofort das Haus zu verlassen.                 |                                      |                                   |                      |                                           |                 |                                                      |
| 7 | Im Hier und Jetzt VII                | Right here, right now #7          | 26. Okt. 2020        | 18. Apr. 2021                             | Luca Guadagnino | Paolo Giordano & Francesca Manieri & Luca Guadagnino |
| Im Hauptquartier wird Sarah über eine USBV-Explosion informiert, die Craig und zwei weitere Soldaten tötete. Während einer Gedenkveranstaltung in der Turnhalle der Schule reagieren vor allem Britney und Caitlin emotional auf Craigs Tod. Jenny und Maggie beenden im Streit ihre Affäre vor der offiziellen Trauerfeier, auf der ein angetrunkener Richard Sarah für die Todesfälle verantwortlich macht und Danny ein aggressiv-destruktives Verhalten an den Tag legt. Anschließend gehen Craigs Freunde erneut in die Villa, wo sie Drogen nehmen, was für Danny in einem traumatischen Trip endet. Fraser, der von der Gruppe wegen Sarahs Rolle bei Craigs Tod ausgeschlossen wurde, besucht Jonathan und Martha, geht aber wieder, als die beiden intim werden wollen. Kurz darauf holt er mit seinen Müttern Caitlin und Danny ab, wobei er sich mit ersterer bald wieder verträgt. In derselben Nacht überzeugt Maggie Sarah, die von ihrer Affäre weiß, davon, Richard zu versetzen.                                              |                                      |                                   |                      |                                           |                 |                                                      |
| 8 | Im Hier und Jetzt und Überhaupt VIII | Right here, right now #8 and last | 2. Nov. 2020         | 25. Apr. 2021                             | Luca Guadagnino | Paolo Giordano & Francesca Manieri & Luca Guadagnino |
| Richards Familie bereitet sich auf den Umzug nach Chicago vor, als Caitlin Besuch von Britney bekommt. Diese gesteht, schon immer etwas für sie empfunden zu haben, worauf sich die beiden küssen. Danach trampen Caitlin und Fraser heimlich zum Dev-Hynes-Konzert nach Bologna und werden von einer Gruppe mitgenommen. Während Fraser Freundschaft mit dem Italiener Luca schließt, wird Caitlin am Eingang von den anderen getrennt. Sie erhält schließlich von der Barkeeperin Futura einen Backstage-Pass und trifft auf Dev Hynes. Nachdem sie Futura küsst, die sie fragt, ob sie trans sei, teilt Caitlin Fraser während einer Zugabe-Vorstellung des Sängers per Textnachricht trotz seines Protests mit, den nächsten Zug nach Hause nehmen zu werden. Nachdem Fraser Luca unter den Gewölben der Stadt küsst, eilt er zum Bahnhof. Er bringt Caitlin aus dem Zug zu den Gewölben, wo sie sich im Morgengrauen ebenfalls einem langen Kuss hingeben.                                                                                |                                      |                                   |                      |                                           |                 |                                                      |

## Rezeption
Bei Rotten Tomatoes ergab sich ein Kritiker-Wert von 89 % basierend auf 38 Kritiken. Auf Metacritic beträgt die Kritiker-Wertung 77/100 basierend auf 22 Kritiken.
Karsten Essen beschrieb die Serie im Filmdienst als Konzert sehr unterschiedlicher Stimmen, die alle fast gleich viel Resonanz erfahren. Das Nichtaufkommen von Langeweile sei dabei Guadagninos involvierender Erzählung zu verdanken. Letztendlich sei We Are Who We Are eine moderne Commedia dell’Arte, die Lust auf mehr des Regisseurs mache. Daniel Gerhardt lobte in der Die Zeit vor allem das Spiel von Grazer und Seamón. Er fange Frasers Stadium zwischen Kindheit und Erwachsensein gut ein, während sie Caitlins innere Aufgewühltheit trotz derer unterkühlter Persönlichkeit deutlich sichtbar werden lasse. Für Elisa Britzelmeier in der Süddeutsche Zeitung würden die jugendlichen Figuren wunderbar gespielt, während der Soundtrack geschickt generationenübergreifend angelegt sei. Die einzige Schwäche sei die Erkundung afroamerikanischer Identität, die im Falle der männlichen Figuren zu stereotyp ausfalle. We Are Who We Are bleibe aber dennoch eine vielschichtige, subversive Produktion.
Judy Berman bezeichnete die Produktion im Time als sinnlich und eindringlich, aber auch seltsam träge. Einige für Guadagnino typische Szenen, in denen unergründliche Figuren näher beleuchtet werden, hätten zwar emotionale Schlagkraft. Allerdings verschrecke das langsame Tempo der ersten Folgen wöchentlich Zuschauende, zudem eigne sich die Serie aus demselben Grund nicht zum Binge Watching. Deswegen sei der Übergang des Regisseurs vom Film- zum Fernsehregisseur eventuell gescheitert. Robert Daniels von IGN kritisierte die Kurzsichtigkeit der Produktion. Dem Autorenstab gelinge es nicht, die Nebenfiguren auszubauen, denen es an klarer Entwicklung und Komplexität fehle. So bestehe Caitlins Familie aus guten, aber undurchdachten Ideen. Daher sei die visuell beeindruckende Serie trotz der engagierten Darsteller unausgeglichen und teilweise unerträglich. Ben Travers dagegen lobte für IndieWire We Are Who We Are als tiefgründige Erkundung von Teenager-Identität. Ältere Zuschauende würden nicht wie von Euphoria befremdet, sondern fühlten einfach bei guten und schlechten Lebensphasen der Figuren mit.
2021 erhielt Jordan Kristine Seamón für ihre Rolle in We Are Who We Are eine Nominierung in der Kategorie Beste Hauptdarstellerin in einer Fernsehserie bei den Independent Spirit Awards 2021.